# Oxycera albovittata
Oxycera albovittata är en tvåvingeart som beskrevs av Malloch 1917. Oxycera albovittata ingår i släktet Oxycera och familjen vapenflugor. Inga underarter finns listade i Catalogue of Life.